# Aerides ringens
Aerides ringens là một loài thực vật có hoa trong họ Lan. Loài này được (Lindl.) C.E.C.Fisch. mô tả khoa học đầu tiên năm 1928.